# Čovek iz Buenos Ajresa
Čovek iz Buenos Ajresa je 48. epizoda serijala Julia obјavljena u Lunov magnus stripu br. 1051. Epizoda je premijerno u Srbiji. Sveska se pojavila 10. juna 2025. Koštala je 420 dinara (3,5 €, 4,1 $). Epizoda je imala 126 strana. Izdavač јe bio Golkonda iz Beograda. Tiraž ove sveske bio je 3.000 primeraka.

## Originalna epizoda
Ova epizoda je premijerno objavljena u Italiji kao #48. pod nazivom L'uomo de Buenos Aires 3.9.2002. godine. Scenario je napisao Đankarlo Berardi, a nacrtao Enio. Naslovnu stranu nacrtao je Marko Soldi.

## Kratak sadržaj
Nepoznati čovek, u odeći katoličkog sveštenika sleće avionom na aerodrom u Garden Sitiju. Tamo pokušava da pronađe falsifikovana dokumenta i oružje. Njegov zadatak je da pronađe osobu koja je tokom argentinskog vojnog puča ubila njegove roditelje, a sada živi u Garden Sitiju. Radi se o bivšem kapetanu argentinske vojske koji je pobegao nakon sloma vojnog puča i sada vodi miran porodični život u Njujorku. U isto vreme, Julija ima problema sa prokišnjavanjem krova svoje kuće. 

## Argentinski vojni puč iz 1976. godine
Argentinski vojni puč iz 1976. godine bio je početak diktature poznate kao "Proces nacionalne reorganizacije". Vojna hunta je 24. marta srušila predsednicu Isabel Perón i preuzela vlast uz podršku SAD u okviru borbe protiv komunizma. Tokom narednih sedam godina, režim je brutalno gušio opoziciju: nestalo je između 10.000 i 30.000 ljudi, mnogi su mučeni i ubijeni. Taj period naziva se "Prljavi rat" (La Guerra Sucia). Mnogi oficiri su nakon povratka demokratije pobegli iz zemlje, često pod lažnim identitetima. Puč je označio početak diktature koja je trajala do 1983. godine. Režim je pao nakon poraza Argentine u ratu za Foklandska ostrva (1982) i zbog sve većeg pritiska javnosti i međunarodne zajednice. Civilna vlast je obnovljena 10. decembra 1983. kada je Raúl Alfonsín izabran za predsednika. Time je zvanično okončan period vojne diktature i završetak "Prljavog rata".

## Prvo objavljivanje ove epizode
Ova epizoda je već objavljena u koleckcionarskom izdanju Julije u izdanju Golconde 2019. godine zajedno sa epizodama Smrt ima žensko lice i Krv u sobi broj 3.

## Prethodna i naredna epizoda Julije u LMS
Prethodna epizoda Julije u LMS zvala se Izgubljeno detinjstvo (LMS-1035).
Pogledati još: Spisak epizoda edicije Lunov magnus strip